# Lubjan
(Lubjan, Hesitation)
Lubjan, nome d'arte di Giovanna Lubian (Padova, 10 ottobre 1977), è una cantautrice italiana.

## Biografia
Di origine veneta, nel 2002 è stata protagonista del progetto chill out dei Montuno Bay con Paolo Andriolo, Gianluca Ballarin e Patrizia Laquidara.
È stata seguita da produttori italiani (Michele Canova Iorfida, P. Lion), ma la sua propensione alla scrittura in inglese le ha fatto iniziare nel 2004 i lavori al suo album di debutto, 1 (OneUno), con il produttore Davey Ray Moor (ex mente dei Cousteau e produttore di Cristina Donà). 
L'album, uscito nel 2005, è stato accolto positivamente dalla critica. La canzone Eve of war, contenuta nell'album, è cantata con Cristina Donà.
Finalista per tre anni consecutivi al concorso Vocidomani (premio Kiss Kiss Network e premio All Music come miglior finalista), nel 2008 Lubjan ha ottenuto il titolo nazionale ed il Premio della Giuria (composta da rappresentanti di Warner Music, Radio Rai Uno, Radio Subasio) di City Music Lab (concorso indetto dal quotidiano City), ottenendo la possibilità di girare un videoclip destinato a Music Box e ad altri network musicali e l'opportunità di esibirsi in qualità di ospite in alcuni eventi musicali targati MTV.
Nel 2007 esce l'EP Zerowatt, la canzone Back to a Time, in esso contenuta, è stata scelta come colonna sonora dello spot destinato alle reti Mediaset dell'automobile Daihatsu Cuore.
Nel 2009 esce il secondo album di Lubjan, Monday Night, prodotto da Enrique Gonzalez Muller (già al lavoro con Nine Inch Nails, Dave Matthews Band, Elisa, L'Aura).
Nel 2012 vince Musicultura.
Nel 2013 pubblica il terzo album, Comincerò a Parlare (Caligola Records).

## Discografia

### Album
- 2005 - 1 (OneUno)
- 2009 - Monday Night
- 2013 - Comincerò a parlare

### EP
- 2005 - Hiatus Hernia
- 2007 - Zerowatt

### Collaborazioni
- 2001 - Leandro Barsotti - Tre mesi d'amore
- 2005 - Cristina Donà - Eve of war
- 2008 - Marian Trapassi - Se bastasse, Luogo comune
- 2008 - Miura - M.A.I.A.
- 2009 - Tribù Sinestesia - Hypnotica
- 2010 - Katrine Hash - Wordless insignificance, Allow me

### Altre fonti
- IL MUCCHIO[collegamento interrotto] (recensione)
- XL[collegamento interrotto] (recensione)